# Sigurd Kander
Gustaf Sigurd Vilhelm Kander (ur. 29 stycznia 1890 w Sztokholmie, zm. 30 kwietnia 1980 tamże) – szwedzki żeglarz, olimpijczyk, zdobywca srebrnego medalu w regatach na Letnich Igrzyskach Olimpijskich w 1912 roku w Sztokholmie.
Na Letnich Igrzyskach Olimpijskich 1912 zdobył srebro w żeglarskiej klasie 12 metrów. Załogę jachtu Erna Signe tworzyli również Hugo Sällström, Nils Persson, Erik Lindqvist, Nils Lamby, Folke Johnson, Hugo Clason, Kurt Bergström, Dick Bergström i Per Bergman.